# سحالي الصحراء الحلقية
سحالي الصحراء الحلقية (الاسم العلمي:  Trogonophidae)، فصيلة زواحف صغيرة (العدد) من رتبة الحرشفيات. تحتوي على خمسة أنواع في أربعة أجناس. توجد في شمال أفريقيا والقرن الأفريقي وشبه الجزيرة العربية وغرب إيران. وهي عديمة الأطراف، لاحمة.

## أماكن انتشارها
تم العثور على سحالي الصحراء الحلقية في شمال إفريقيا والقرن الأفريقي وشبه الجزيرة العربية وغرب إيران.